# Plestiodon latiscutatus
Espèce
Synonymes
- Eumeces latiscutatus (Hallowell, 1861)
- Eumeces okadae Taylor, 1936
- Plestiodon okadae (Taylor, 1936)

Plestiodon latiscutatus est une espèce de sauriens de la famille des Scincidae.

## Répartition
Cette espèce se rencontre :
- au Japon dans la péninsule d'Izu
- au Japon sur l'archipel d'Izu

## Publication originale
- Hallowell, 1861 "1860" : Report upon the Reptilia of the North Pacific Exploring Expedition, under command of Capt. John Rogers, U. S. N. Proceedings of the Academy of Natural Sciences of Philadelphia, vol. 12, p. 480-510 (texte intégral).